# Ritratto di gentiluomo trentasettenne
Il Ritratto di gentiluomo trentasettenne è un dipinto a olio su tela (95x80 cm) di Lorenzo Lotto, databile al 1543 circa e conservato nella Galleria Doria Pamphilj a Roma. 

## Storia
La datazione si basa su motivi stilistici e colloca l'opera a metà degli anni quaranta, vicina ad altri ritratti di sobria compostezza, come il Ritratto di Febo da Brescia o il Ritratto di gentiluomo anziano coi guanti, entrambe a Brera. 
L'opera è stata già interpretata come autoritratto del pittore, ma andrebbe collocata in tal caso al 1517, una data non compatibile con lo stile.

## Descrizione e stile
L'uomo è ritratto a mezza figura sullo sfondo di un muro in rovina, con abbigliamento nero e berretta dello stesso colore. Come tipico della moda del tempo porta barba e baffi lunghi, in questo caso castani. 
Su una lapide assalita dall'edera, a destra, si legge "Ann Aetatis Sue XXXVII", cioè "di anni trentasette". A sinistra si vede invece un bassorilievo con un putto che tiene i piedi sui piatti di una bilancia, simbolo dell'uomo che pondera le proprie passioni, presente anche in altre opere lottesche come il Matrimonio mistico di santa Caterina d'Alessandria e santi a Palazzo Barberini, Roma, e come una tarsia del Duomo di Bergamo (Nosce te ipsum, "conosci te stesso"). Altri lo leggono invece come simbolo astrologico della Bilancia o come simbolo alchemico dell'uomo malinconico.
Il volto dell'uomo è malinconico e con la destra indica l'anello sul mignolo della mano sinistra posata sul petto, o forse sé stesso, come quintessenza degli uomini più tetri.
La tavolozza è ridotta, con una netta prevalenza di tonalità scure, oggi accentuate anche dallo stato di conservazione non ottimale.